# Physiculus

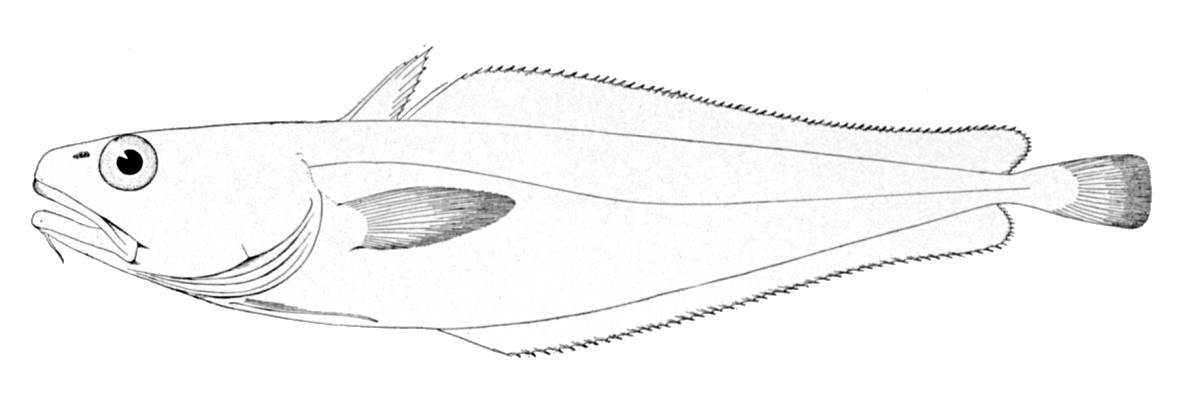
Physiculus kaupi

Los carboneros son las especies del género Physiculus, peces de la familia de los móridos, de amplia distribución mundial.

## Especies
Existen 42 especies válidas dentro de este género, que son:
- Physiculus andriashevi (Shcherbachev, 1993)
- Physiculus argyropastus (Alcock, 1894)
- Physiculus beckeri (Shcherbachev, 1993)
- Physiculus bertelseni (Shcherbachev, 1993)
- Physiculus capensis (Gilchrist, 1922)
- Physiculus chigodarana (Paulin, 1989)
- Physiculus coheni (Paulin, 1989)
- Physiculus cyanostrophus (Anderson y Tweddle, 2002)
- Physiculus cynodon (Sazonov, 1986)
- Physiculus dalwigki (Kaup, 1858) - Carbonero luminoso (la especie tipo).
- Physiculus fedorovi (Shcherbachev, 1993)
- Physiculus fulvus (Bean, 1884) - Carbonero metálico.
- Physiculus grinnelli (Jordan y Jordan, 1922)
- Physiculus helenaensis (Paulin, 1989)
- Physiculus hexacytus (Parin, 1984)
- Physiculus huloti (Poll, 1953)
- Physiculus japonicus (Hilgendorf, 1879)
- Physiculus karrerae (Paulin, 1989)
- Physiculus kaupi (Poey, 1865)
- Physiculus longicavis (Parin, 1984)
- Physiculus longifilis (Weber, 1913)
- Physiculus luminosus (Paulin, 1983)
- Physiculus marisrubri (Brüss, 1986)
- Physiculus maslowskii (Trunov, 1991)
- Physiculus microbarbata (Paulin y Matallanas, 1990)
- Physiculus natalensis (Gilchrist, 1922)
- Physiculus nematopus (Gilbert, 1890) - Carbonero de fango o Pescadilla-con-barbo.
- Physiculus nielseni (Shcherbachev, 1993)
- Physiculus nigripinnis (Okamura, 1982)
- Physiculus nigriscens (Smith y Radcliffe, 1912)
- Physiculus normani (Brüss, 1986)
- Physiculus parini (Paulin, 1991)
- Physiculus peregrinus (Günther, 1872)
- Physiculus rastrelliger (Gilbert, 1890) - Carbonero negro
- Physiculus rhodopinnis (Okamura, 1982)
- Physiculus roseus (Alcock, 1891)
- Physiculus sazonovi (Paulin, 1991)
- Physiculus sterops (Paulin, 1989)
- Physiculus sudanensis (Paulin, 1989)
- Physiculus talarae (Hildebrand y Barton, 1949) - Carbonero peruano o Pescadilla-con-barbo.
- Physiculus therosideros (Paulin, 1987)
- Physiculus yoshidae (Okamura, 1982)